# Hizsnyó
Hizsnyó (szlovákul: Chyžné) község Szlovákiában, a Besztercebányai kerületben, a Nagyrőcei járásban.

## Fekvése
Nagyrőcétől 6 km-re délkeletre, a Murány-patak partján fekszik.

## Története
1427-ben „Hyznow” néven említik először, de a település nyilvánvalóan sokkal korábban keletkezett, hiszen temploma a 13. századból származik. 1551-ben „Hysnyo”, 1557-ben „Chisno”, 1575-ben „Chysne”, 1584-ben „Kysnow” alakban említi oklevél. Kezdetben Jolsva várának uradalmához tartozott, lakói a jolsvai völgy bányáiban dolgoztak. 1427-ben 25 porta adózott a községben. A 16. századtól a murányi váruradalomhoz tartozott. 1556-ban a török teljesen elpusztította, de újra benépesült és 40 évig a töröknek fizetett adót. A 16. és 18. század között lakói főként bányászattal, vaskohászattal, erdei munkákkal és mezőgazdasággal foglalkoztak.
A 18. század végén Vályi András így ír róla: „CSISNYÓ. Elegyes Tót falu Gömör Vármegyében, földes Ura Gróf Koháry Uraság, ’s a’ Murányi Uradalomhoz tartozik, lakosai leg inkább evangelikusok, fekszik Kopras, Mnyisány, és Lubenyik falukhoz fél órányira, Jolsvától mint egy fél mértföldnyire. Határbéli földgyei leg inkább gabonát, és zabot teremnek, lakosai fa vágással, szén égetéssel, és értz hordással is keresik élelmeket, vagyonnyaik külömbfélék, második Osztálybéli.”
1828-ban 82 házában 734 lakos élt. A 19. század közepén Fényes Elek eképpen írja le: „Chizsnó, tót falu, Gömör- és Kis-Honth egyesült vármegyékben, Jolsvához egy órányira, egy mocsáros völgyben: 61 kath., 673 evang. lak. Evang. anya-, kath. fil. szentegyház. Földjei részint hegyen, részint sikságon vannak; a hegyeket inkább bokrok, mint erdők fedik; patakjában, melly a helységen is keresztül folyik, pisztrángot, rákot fog. F. u. h. Coburg.”
Borovszky Samu monográfiasorozatának Gömör-Kishont vármegyét tárgyaló része szerint: „Hisnyó, murányvölgyi tót kisközség, 96 házzal és 598 ág. ev. és róm. kath. vallású lakossal. Hajdan a murányi vár, illetőleg Jolsva tartozéka volt. 1413-ban Hwrnosw, 1427-ben pedig Hysnoro-nak írják nevét, 1435-től 53-ig Husnoro néven említik az akkori iratok. Murányvár többi tartozékaival együtt ez a község is a Coburg herczegi család birtokába került. A mult század elején még Chizsnó néven szerepel. A községben két templom van. Az ev. templom 1785-ben épült, a katholikus pedig Árpád-korbeli építmény, érdekes régi falfestményekkel. Oltára 1508-ból, egy kelyhe pedig 1535-ből való. Postája, távírója és vasúti állomása Hisnyóvíz.”
A trianoni diktátumig Gömör-Kishont vármegye Nagyrőcei járásához tartozott.

## Népessége
| Év:            | 1994. | 2004.   | 2014.   | 2024.   |
| -------------- | ----- | ------- | ------- | ------- |
| Emberek száma: | 421   | 427     | 421     | 409     |
| Eltérés:       |       | +1,42 % | -1,40 % | -2,85 % |

| Év:            | 2023. | 2024. |
| -------------- | ----- | ----- |
| Emberek száma: | 409   | 409   |
| Eltérés:       |       | +0 %  |

A falut 1910-ben 627-en, többségében szlovák anyanyelvűek lakták, jelentős magyar kisebbséggel.
2001-ben 415 lakosából 344 szlovák és 52 cigány volt.
2011-ben 420 lakosából 354 szlovák és 11 cigány volt.

## Nevezetességei
- Az Angyali Üdvözlet tiszteletére szentelt, római katolikus temploma a 13. század második felében épült kora gótikus stílusban. A templom ékessége Lőcsei Pál mester 1508-ban készített alkotása, az Angyali Üdvözlet oltár. Szép a templom belső díszítése is. Falfestményei a 14. század második feléből valók. Szószéke a 18. század második felében készült késő barokk stílusban. A templom a szlovák nemzeti kulturális örökség része, egyúttal az ún. gótikus út egyik állomása.
- Evangélikus temploma 1886-ban épült.

## Neves személyek
- Itt született 1793-ban Tomáš Červen nagyprépost, kanonok, nemzetébresztő.
- Itt, az evangélikus parókián élt 6 éves korától, továbbá itt is hunyt el 1887. szeptember 10-én és itt van eltemetve Samuel Tomášik evangélikus lelkész, író, költő, a Hej, Slováci kezdetű hazafias dal szerzője. A községben emlékszobája található.

## Külső hivatkozások
- Hivatalos oldal Archiválva 2007. január 17-i dátummal a Wayback Machine-ben
- Községinfó
- Hizsnyó Szlovákia térképén
- Tourist-channel.sk
- Travelatlas.sk
- A falu a Gömör-Kishonti régió honlapján
- E-obce.sk